# Ingeborg Pilgram-Brückner
Ingeborg Pilgram-Brückner (* 2. Juli 1924 in Heilbronn; † 2. Juni 2013) war eine deutsche Journalistin und Schriftstellerin.

## Leben
Brückner war von 1954 bis 1965 als Journalistin in der Lokalredaktion der Heilbronner Stimme tätig. Als Korrespondentin in der Heilbronner Partnerstadt Béziers, wo einige ihrer Stücke auch aufgeführt wurden, baute sie ab Mitte der 1960er-Jahre diese Städtepartnerschaft mit auf. Bis zu ihrem Ruhestand 1984 leitete sie 20 Jahre lang die von ihr aufgebaute Bezirksredaktion Nordwürttemberg des Evangelischen Pressedienstes. Dabei lernte sie den Wirtschaftsjournalisten Heinz Dieter Pilgram kennen, den sie 1970 heiratete.
Ingeborg Pilgram-Brückner schrieb Bücher, Theaterstücke und Hörspiele für Kinder. Gemeinsam mit ihrem Ehemann verfasste sie auch mehrere Wanderführer.

## Auszeichnungen
2011 erhielt Ingeborg Pilgram-Brückner die Goldene Münze der Stadt Heilbronn. Die Heilbronner Partnerstadt Béziers zeichnete sie mit der Ehrenmedaille der Stadt Béziers für die Förderung kultureller Belange aus.

## Bücher (Auswahl)
- Die Märchen der Gargi
- Das Mondfadenknäuel
- Die Reisen mit der wundersamen Glaskugel
- Der Stubensand-Jakob erzählt
- Die Salzmännlein von Heilbronn
- Die Schloßgeister vom Unterland
- Der Schlorfer von Maienfels
- Und der Himmel grüßt die Erde
- Ein Weihnachtslicht für die Schöpfung

## Theaterstücke (Auswahl)
- Annelie’s Weihnachtstraum
- Goldpinsel
- Die verlorenen Sterne
- Das Gespenst von Tartoville
- Bitterus und die Geister des Languedoc
- Der Zauberspiegel